# Achangi, Sakleshpur
Achangi là một làng thuộc tehsil Sakleshpur, huyện Hassan, bang Karnataka, Ấn Độ.